# Rollig Life
『Rolling Life』（ローリングライフ）は、JOKERの2枚目のシングルである。

## 概要
- CD＋DVD①・CD＋DVD②・CD Only盤の3種類がある。DVDには『Rolling Life』のMusic Videoと1stライブでのインタビューがそれぞれ収録されている。
- 両面小室哲哉からの楽曲提供であり、リード曲の『Rolling Life』ではコーラス、キーボード演奏でも参加している。

## 収録曲
1. Rolling Life
作詞：小室哲哉/Leonn　作曲：小室哲哉　編曲：日比野裕史
2. Just be with you
作詞：Leonn　作曲：小室哲哉　編曲：日比野裕史
3. FLY AWAY（LIVE"GAME"2012～ROCK ON～ Live Mix ver.)　※CD Only盤にのみ収録
作詞：加藤和樹　作曲：DARIA,FUYUKI　編曲：吉田とおる
4. Rolling Life（BACK TRACK WITH TK）　※CD+DVD②にのみ収録
5. Rolling Life（Instrumental）
6. Just be with you（Instrumental）